# Вільям Гріффіт
Вільям Гріффіт (англ. William Griffith; 4 березня 1810 — 9 лютого 1845) — британський лікар, натураліст та ботанік.

## Біографія
Народився в сім'ї лондонського торговця. Здобув медичну освіту, але, залишаючись лікарем, увесь свій вільний час присвячував ботаніці.
У 1832 році Гріффіт вирушив до Мадраса, де був призначений асистентом хірурга на службі Ост-Індської компанії. Провівши в Мадрасі лише декілька місяців, він був переміщений у Мергуї (Бірма), отримавши можливість поповнити свою колекцію рослин в Тенассеріма. У 1835 році повернувся у Калькутту та був направлений, разом з Натаніелем Валліхом та Джоном МакКлелландом, в Ассам, щоб визначити, чи може чай рости в північно-східній Індії. По закінченні експедиції Гріффіт залишився на рік в Ассамі, поповнюючи колекцію флори.
У 1838 році Гріффіт у супроводі лише одного слуги, вирушив у дослідницьку експедицію Бірмою в сторону Рангуна, а потім брав участь в експедиції у Бутан. У листопаді того ж року супроводжував індійську армію протягом усього її походу, після чого залишився в Афганістані, проводив різні експедиції по країні, а також у гірську систему Гіндукуш. Повернувся у Калькутту у 1841 році.
Потім Гріффіт вирушив на Малакку, куди ого призначили молодшим хірургом, і пробув там рік, збираючи місцеві рослини.
Повернувшись до Калькутти 1842 року, взяв на себе керівництво ботанічним садом, та читав лекції з ботаніки в медичному коледжі на час відсутності Валліха. Після повернення Валліха Гріффіт ще декілька місяців залишався в Калькутті, одружився, і в грудні 1844 переїхав до Малакки, але у січні 1845 заразився гепатитом та через місяць помер.
Після смерті записи та гербарій, зібраний Гріффітом були відправлені до Англії та зберігаються у бібліотеці та гербарії комплексу ботанічних садів Kew Gardens.

## Наукові роботи
- «Journals of Travels in Assam Burma Bootan Affghanistan and the Neighbouring Countries [Архівовано 25 серпня 2013 у Wayback Machine.]» Bishop's College Press, Calcutta; reprinted 2001 Munshiram Manoharlal Publishers, New Delhi.